# 대한민국 형법 제299조
대한민국 형법 제299조는 준강간, 준강제추행에 대한 형법각칙의 조문이다.

## 조문
第299條(準強姦, 準強制醜行) 사람의 心身喪失 또는 抗拒不能의 狀態를 利用하여 姦淫 또는 醜行을 한 者는 前2條의 例에 依한다.

제299조(준강간, 준강제추행) 사람의 심신상실 또는 항거불능의 상태를 이용하여 간음 또는 추행을 한 자는 제297조, 제297조의2 및 제298조의 예에 의한다.

## 참조 조문
제300조(미수범) 전3조(강간죄, 강제추행죄, 준강제추행죄)의 미수범은 처벌한다.

## 사례
- A씨는 모텔에서 B씨와 합의하에 성관계를 맺었는데 B씨가 자신이 술에 취하여 제대로 몸을 가누지 못하는 항거불능상태에서 성관계를 당했다며 A씨를 고소한 경우 A씨는 두 사람이 합의하에 성관계를 가졌으며 B씨는 음주로 만취나 심신상실의 상태에 있지 않았다고 주장하여 준강간죄 혐의를 부인할 수 있으며, B씨가 심신상실의 상태가 아니었다는 증거로, 술자리가 끝난 후 B씨가 A씨 친구의 자전거를 가지러 가는데 동행하였다는 진술과, 성관계 후에도 모텔에서 나와 B씨의 아파트까지 갈 때 술에 취해 비틀거리거나 쓰러지는 모습 없이, 오히려 둘이 대화를 나누는 CCTV 영상, B씨가 A씨가 집에 들어갈 때까지 잠을 자지 않고 기다려 SNS 문자를 주고받았다는 점, 이후 A씨가 B씨와의 만남을 거절하자 그제야 성관계 후 나체사진을 촬영한 짓에 대해 항의하는 내용의 SNS문자를 보냈고, 당시 성행위에 대해서는 문제 삼지 않았던 점 등을 근거로 무죄주장을 할 수 있다[1]

## 판례

### 준강간죄에서의 심신상실의 상태
- 피고인이 술에 취하여 심신상실의 상태에 있는 피해자를 1회 강간하고 이로 인하여 피해자에게 약 1주간의 치료를 요하는 처녀막 열상 등의 상해를 입게 하였다는 이 사건 공소사실에 대하여, 피고인이 술에 취하여 안방에서 잠을 자고 있던 피해자를 발견하고 갑자기 욕정을 일으켜 피해자의 옆에 누워 피해자의 몸을 더듬다가 피해자의 바지를 벗기려는 순간 피해자가 어렴풋이 잠에서 깨어났으나 피해자는 잠결에 자신의 바지를 벗기려는 피고인을 자신의 애인으로 착각하여 반항하지 않고 응함에 따라 피해자를 1회 간음한 사실을 인정한 다음, 이와 같이 피해자가 잠결에 피고인을 자신의 애인으로 잘못 알았다고 하더라도 피해자의 위와 같은 의식상태를 심신상실의 상태에 이르렀다고 보기 어렵고 달리 피해자가 심신상실의 상태에 이르렀다고 인정할 증거가 없다[2].
- 피고인이 잠을 자고 있는 피해자의 옷을 벗긴 후 자신의 바지를 내린 상태에서 피해자의 음부 등을 만지고 자신의 성기를 피해자의 음부에 삽입하려고 하였으나 피해자가 몸을 뒤척이고 비트는 등 잠에서 깨어 거부하는 듯한 기색을 보이자 더 이상 간음행위에 나아가는 것을 포기한 경우, 준강간죄의 실행에 착수하였다고 본 사례[3]

## 참고 문헌
- 김재윤, 손동권, 『새로운 형법각론』, 율곡출판사, 2013. ISBN 978-89-974283-4-2
- 편집부. (2022, 2). 형법 제299조 위헌소원 〈사람의 항거불능 상태를 이용하여 간음 또는 추행을 한 자를 형사처벌하는 형법 조항에 관한 위헌소원〉2017헌바528 외. 고시계, 67(3), 176-190.
- 하태훈. (2007). 준강간죄(형법 제299조)와 성폭법 제8조의 ‘항거불능’의 의미. 고려법학,(49), 239-260.

## 같이 보기
- 준강간죄
- 준강제추행죄
- 무고죄
- 중절수술